# 大磯警察署
大磯警察署（おおいそけいさつしょ）は、神奈川県警察が管轄する警察署の一つである。
相模方面本部隷下、第五方面に属する小規模警察署であり、署長は警視。
識別章所属表示はGB。管轄内居住人口は大磯町、二宮町合わせておよそ6万人。

## 所在地
- 神奈川県中郡大磯町国府本郷207番地1

## 管轄区域
- 中郡大磯町、二宮町
  - 管轄面積：26.31km2

## 沿革

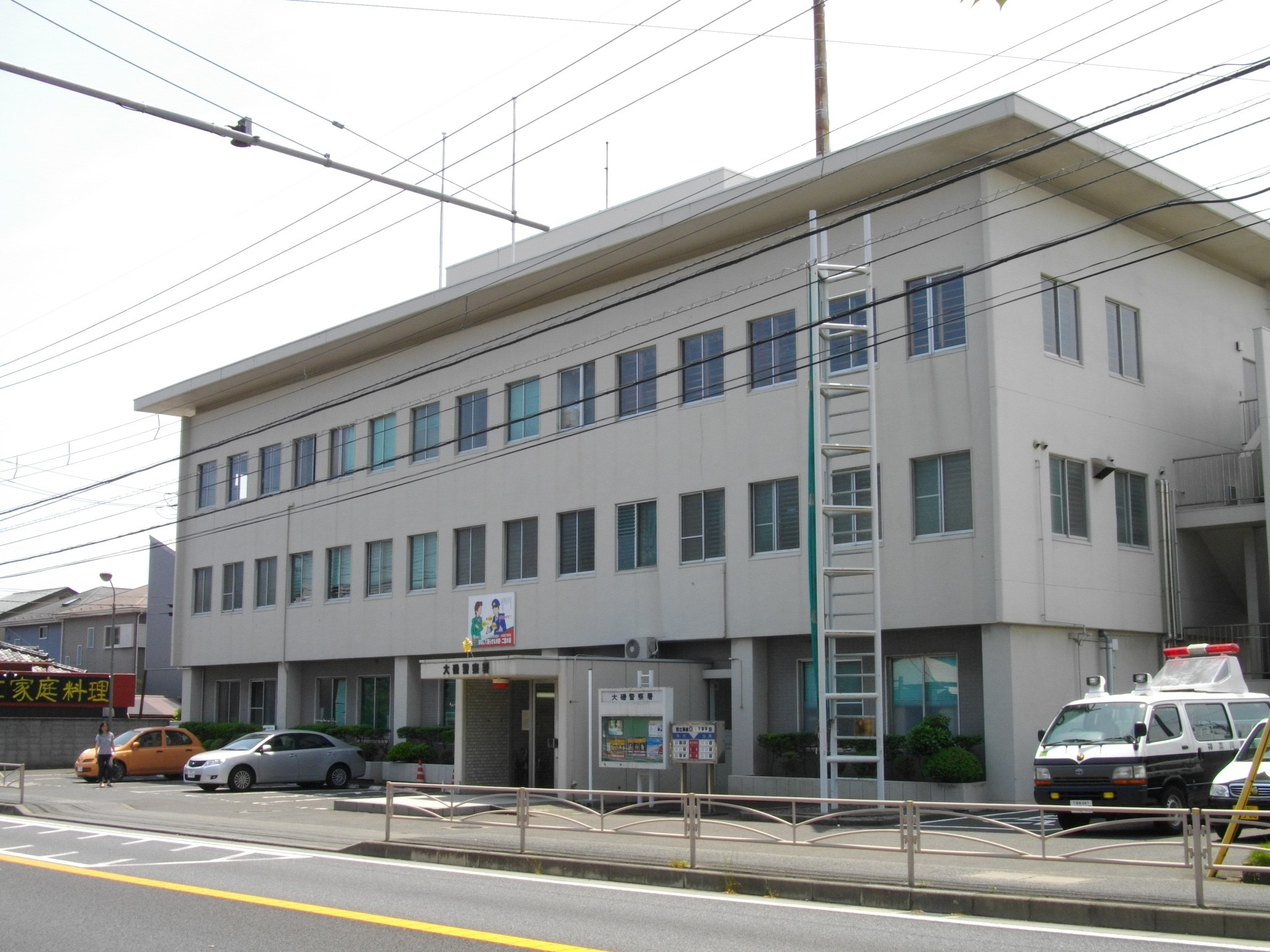
旧庁舎

- 1887年（明治20年）1月1日：小田原警察署大磯分署が綾郡警察署に昇格
- 1948年（昭和23年）3月7日：旧警察法の公布に伴い、自治体警察として大磯町・二宮町・国府村組合警察署となる
- 1951年（昭和26年）10月1日：自治体警察廃止に伴い、国家地方警察神奈川県大磯地区警察署となる
- 1954年（昭和29年）7月1日：警察法の改正に伴い、神奈川県警察が発足。神奈川県大磯警察署となる
- 1972年 (昭和47年) 4月1日 ：　現在地に移転し、旧庁舎が完成する
- 2017年（平成29年）2月13日：現在地に移転新築

## 組織
- 署長（警視）
- 副署長（警視）
- 警務課 - 警務係、住民相談係、管理係
- 会計課 - 会計係
- 生活安全課 - 生活安全係
- 地域課（警ら用無線自動車2台、小型警ら車1台） - 地域企画係、地域第一係、地域第二係、地域第三係
- 刑事課 - 強行犯係、盗犯係、鑑識係、知能組織犯罪対策係
- 交通課 - 交通総務係、交通捜査係、交通指導係
- 警備課 - 警備係

（7課体制）
※「神奈川県警察の組織に関する規則（昭和44年神奈川県公安委員会規則第2号）」を参考にした。

## 自動車ナンバー自動読取装置
- 中郡大磯町（国道1号）

## 交番

### 大磯町
- 大磯駅前交番 - 中郡大磯町大磯878番地17
- 化粧坂交番 - 中郡大磯町高麗1丁目2番24号

### 二宮町
- 二宮駅前交番 - 中郡二宮町二宮833番地の7

## 駐在所

### 大磯町
- 小磯駐在所 - 中郡大磯町東小磯385番地の15
- 生沢駐在所 - 中郡大磯町生沢919番地の2

### 二宮町
- 元町駐在所 - 中郡二宮町二宮1315番地の13
- 山西駐在所 - 中郡二宮町山西640番地の8
- 一色駐在所 - 中郡二宮町百合が丘2丁目46番地の12